# Talgo 250
«Talgo 250» (рус. Та́льго 250) — скоростные электропоезда переменного и постоянного тока с автоматической системой наклона кузова, производимые испанской компанией «Patentes Talgo S.L.».
В Испании именуются соответственно RENFE S130.

## Страны эксплуатации
- Испания
- Узбекистан
- Казахстан
- Саудовская Аравия

## Модификации
- RENFE Series 130 компании «Bombardier». Используются на двух видах железнодорожной колеи и с возможностью применения двух видов напряжения (3 кВ постоянного и 25 кВ переменного). Серия состоит из 45 составов.
- RENFE Series 730 — изменённые 15 составов предыдущей модели с дизельными генераторами с перспективой гибридизации поездов.
- Серия «Афросиаб» для «Узбекистанской железной дороги» от компании «Ingeteam» с шириной колеи 1520 мм и напряжением питания 25 кВ (переменный ток). Серия состоит из 6[3] составов.

## В Белоруссии
В 2015 году в Белоруссии на станции «Брест-Центральный» было установлено переводное устройство фирмы Тальго для автоматического изменения ширины колесных пар. Это позволило Российским железным дорогам начать движение скоростных поездов производства Тальго (иной модели — Talgo 9) по маршруту Москва — Берлин.

## В Казахстане
Скоростные поезда «Тулпар-Тальго», собираемые по лицензии в Астане, используются на многих маршрутах (табл.).
| Сообщение поездов КЖД       | Наименование (каз.) |
| --------------------------- | ------------------- |
| Алма-Ата — Астана           | «Тұлпар»            |
| Алма-Ата — Астана           | «Алатау»            |
| Алма-Ата — Шымкент          | «Ақ Сұнқар»         |
| Алма-Ата — Шымкент          | «Отырар»            |
| Алма-Ата — Петропавловск    | «Жетісу»            |
| Алма-Ата — Уральск          | «Жібек жолы»        |
| Алма-Ата — Атырау           | «Сарайшық»          |
| Алма-Ата — Усть-Каменогорск | «Шығыс»             |
| Алма-Ата — Ташкент          |                     |
| Алма-Ата — Павлодар         |                     |
| Алма-Ата — Туркестан        |                     |
| Астана — Актобе             | «Ақтөбе»            |
| Астана — Атырау             | «Атырау»            |
| Астана — Риддер             | «Ертіс»             |
| Астана — Кызылорда          | «Сырдария»          |
| Астана — Шымкент            |                     |
| Астана — Уральск            |                     |

## В России
С 1 июня 2015 года на маршруте Москва — Нижний Новгород (440 км) скоростной поезд «Стриж» заменил курсировавший там 5 лет скоростной поезд «Сапсан», при этом время в пути составляет 3 ч 35 мин — 3 ч 50 мин. Остановки в пути — Дзержинск, Ковров и Владимир, на этих станциях построены новые низкие платформы (кроме ст Ковров I, где нет и никогда не было высоких платформ).
Для России закуплены только промежуточные вагоны Talgo 9 (официальное обозначение составов Talgo концепции использования без локомотивов компании Talgo) для обращения на локомотивной тяге. В качестве локомотива для них используется отечественный двухсистемный пассажирский электровоз ЭП20, способный работать как на постоянном токе (участок Москва — Владимир), так и на переменном (участок Владимир — Нижний Новгород), а также ЭП2К и ТЭП70БС (маршрут СПб-Самара-СПб).
В 2016 году запущен поезд «Стриж» по маршруту Москва — Берлин (1870 км) с остановками в Смоленске, Минске, Бресте и Варшаве.
В 2020 году запущен поезд «Стриж» по маршруту Санкт-Петербург — Москва — Самара.
В 2022 году, из-за санкций наложенных на Россию в связи со вторжением на Украину, поезда типа «Стриж» были выведены из эксплуатации.

## В Узбекистане
В Узбекистане модифицированные поезда Talgo 250 эксплуатируются с 2011 год на высокоскоростных линиях страны и носят название «Afrosiyob». К 2022 году на скоростных линиях Узбекистана, которые соединяют Ташкент, Самарканд, Бухару, Карши, Навои, курсировало 6 поездов «Afrosiyob».